# Heterogryllacris inexspectata
Heterogryllacris inexspectata är en insektsart som först beskrevs av Heinrich Hugo Karny 1929.  Heterogryllacris inexspectata ingår i släktet Heterogryllacris och familjen Gryllacrididae. Inga underarter finns listade i Catalogue of Life.